# Бачин, Валерий Петрович
Валерий Петрович Бачин (род. 20 июля 1963 года) — советский и российский тренер и преподаватель по плаванию. Заслуженный тренер России (1992). Судья республиканской категории. Кандидат педагогических наук (1990).

## Биография
Валерий Петрович Бачин родился 20 июля 1963 года. Мастер спорта СССР. В 1984 году окончил Омский государственный институт физической культуры по специальности «Физическая культура и спорт», получив квалификацию «Преподаватель физического воспитания — тренер по плаванию».
С 1986 года работает в Сибирском государственном университете физической культуры и спорта, где преподаёт 2 дисциплины: «Профессионально-спортивное совершенствование» и «Спортивно-педагогическое совершенствование». В 1994 году стал доцентом. В настоящее время является профессором кафедры теории и методики плавания.
С 1995 года Валерий Петрович работает тренером в сборной России, а также долгое время является директором Омского областного центра олимпийской подготовки по плаванию.
Наиболее высоких результатов среди его воспитанников добились:
- Юрий Мухин — олимпийский чемпион 1992 года в эстафетном плавании 4×200 метров вольным стилем, чемпион Европы 1993 года[3], .
- Денис Пиманков — серебряный призёр Олимпийских игр 1996 года, чемпион мира 2003 года, двукратный чемпион Европы (1997, 2000)[4],
- Иван Усов — чемпион мира 2003 года[5],
- Дмитрий Чернышёв — двукратный чемпион Европы 2000 года,
- Владислав Аминов — чемпион Европы 2000 года[6][7].
- Сергей Маков - экс-рекордсмен мира (2013).

## Награды и звания
- Заслуженный тренер России (1992).
- Почётная грамота Администрации Омской области (2003)[8].
- Почётный знак  «За заслуги в развитии физической культуры и спорта» (2022)

## Публикации
- Рыбин Р. Е., Бабушкин Г. Д., Бачин В. П. Предсоревновательная подготовка пловцов высокой квалификации. — Омский научный вестник, 2015[9].
- Бабушкин Г. Д., Рыбин Р. Е., Бачин В. П. Результативность соревновательной деятельности высококвалифицированных пловцов-спринтеров и факторы её обусловливающие. — Омский научный вестник, 2015[10].